# Gimeaux
Gimeaux é uma comuna francesa na região administrativa de Auvérnia-Ródano-Alpes, no departamento Puy-de-Dôme. Estende-se por uma área de 2,19 km². Em 2010 a comuna tinha 405 habitantes (densidade: 184,9 hab./km²).